# پلروان
پلروان (به انگلیسی: Polruan) یک روستا در بریتانیا است که در کورنوال واقع شده‌است.